# Reinwardtia (revista)
Reinwardtia (abreviado Reinwardtia) es una revista ilustrada con descripciones botánicas es editada en Bogor Indonesia desde el año 1950.